# Rona Cup 2008
Rona Cup 2008 byl hokejový turnaj konající se v Trenčíně v roce 2008. Pohár začínal 15. srpna a končil 17. srpna. Titul získal podruhé ve své historii HKm Zvolen.

## Výsledky a tabulka
| Pozice | Tým               | Z | V | R | P | GS | GI | B |
| ------ | ----------------- | - | - | - | - | -- | -- | - |
| 1.     | HKm Zvolen        | 3 | 3 | 0 | 0 | 12 | 6  | 6 |
| 2.     | HK 36 Skalica     | 3 | 2 | 0 | 1 | 9  | 8  | 4 |
| 3.     | HC Znojemští Orli | 3 | 1 | 1 | 1 | 8  | 9  | 3 |
| 4.     | HC Oceláři Třinec | 3 | 1 | 0 | 2 | 11 | 11 | 2 |
| 5.     | HC ZPS Barum Zlín | 3 | 1 | 0 | 2 | 6  | 6  | 2 |
| 6.     | HC Dukla Trenčín  | 3 | 0 | 1 | 2 | 5  | 11 | 1 |

Při rovnosti bodů rozhoduje rozdíl skóre
|  | HKm Zvolen | 4 : 1           | HC Znojemští Orli |  |
|  | HKm Zvolen | (1:0, 1:1, 2:0) | HC Znojemští Orli |  |

| Souhrn zápasu | Souhrn zápasu              | Souhrn zápasu | Souhrn zápasu | Souhrn zápasu |
| ------------- | -------------------------- | ------------- | ------------- | ------------- |
|               | Markovič Dubec Turek Cebák |               | Meidl         |               |

|  | HK 36 Skalica | 3 : 2           | HC ZPS Barum Zlín |  |
|  | HK 36 Skalica | (2:1, 0:1, 1:0) | HC ZPS Barum Zlín |  |

| Souhrn zápasu | Souhrn zápasu        | Souhrn zápasu | Souhrn zápasu   | Souhrn zápasu |
| ------------- | -------------------- | ------------- | --------------- | ------------- |
|               | Hartmann Kocák Mikúš |               | Pšurný Rachúnek |               |

|  | HC Dukla Trenčín | 2 : 5           | HC Oceláři Třinec |  |
|  | HC Dukla Trenčín | (1:2, 1:1, 0:2) | HC Oceláři Třinec |  |

| Souhrn zápasu | Souhrn zápasu   | Souhrn zápasu | Souhrn zápasu                   | Souhrn zápasu |
| ------------- | --------------- | ------------- | ------------------------------- | ------------- |
|               | Trochta V. Král |               | Balej 2x Polanský Pavelek Tomík |               |

|  | HK 36 Skalica | 4 : 2         | HC Oceláři Třinec |  |
|  | HK 36 Skalica | (2:0,1:1,1:1) | HC Oceláři Třinec |  |

| Souhrn zápasu | Souhrn zápasu  | Souhrn zápasu | Souhrn zápasu  | Souhrn zápasu |
| ------------- | -------------- | ------------- | -------------- | ------------- |
|               | Mikúš 3x Kocák |               | Malec Martynek |               |

|  | HKm Zvolen | 3 : 1           | HC ZPS Barum Zlín |  |
|  | HKm Zvolen | (2:0, 0:1, 1:0) | HC ZPS Barum Zlín |  |

| Souhrn zápasu | Souhrn zápasu          | Souhrn zápasu | Souhrn zápasu | Souhrn zápasu |
| ------------- | ---------------------- | ------------- | ------------- | ------------- |
|               | L. Čierny Cebák Klouda |               | Rachúnek      |               |

|  | HC Dukla Trenčín | 3 : 3 | HC Znojemští Orli |  |
|  | HC Dukla Trenčín | ( 1:1, 2:2, -:- ) zápas byl v 30.minutě předčasně ukončen pro nezpůsobilou ledovou plochu,do tabulky se započítává remíza | HC Znojemští Orli |  |

| Souhrn zápasu | Souhrn zápasu       | Souhrn zápasu | Souhrn zápasu        | Souhrn zápasu |
| ------------- | ------------------- | ------------- | -------------------- | ------------- |
|               | Saliji Gábriš Kútny |               | Demel Ružička Dopita |               |

|  | HKm Zvolen | 5 : 4           | HC Oceláři Třinec |  |
|  | HKm Zvolen | (1:2, 2:1, 2:1) | HC Oceláři Třinec |  |

| Souhrn zápasu | Souhrn zápasu                         | Souhrn zápasu | Souhrn zápasu                | Souhrn zápasu |
| ------------- | ------------------------------------- | ------------- | ---------------------------- | ------------- |
|               | Kolafa Klouda Tatar J.Čierny Vozdecký |               | Martynek 2x Sekeráš Polanský |               |

|  | HK 36 Skalica | 2 : 4           | HC Znojemští Orli |  |
|  | HK 36 Skalica | (0:0, 0:3, 2:1) | HC Znojemští Orli |  |

| Souhrn zápasu | Souhrn zápasu | Souhrn zápasu | Souhrn zápasu             | Souhrn zápasu |
| ------------- | ------------- | ------------- | ------------------------- | ------------- |
|               | Ivičič 2x     |               | Bartek Haman Rygl Svoboda |               |

|  | HC Dukla Trenčín | 0 : 3           | HC ZPS Barum Zlín |  |
|  | HC Dukla Trenčín | (0:2, 0:0, 0:1) | HC ZPS Barum Zlín |  |

| Souhrn zápasu | Souhrn zápasu | Souhrn zápasu | Souhrn zápasu           | Souhrn zápasu |
| ------------- | ------------- | ------------- | ----------------------- | ------------- |
|               |               |               | Mokrejš Galvas Balaštík |               |